# Stichill
Stichill ist eine Ortschaft in der schottischen Council Area Scottish Borders beziehungsweise in der traditionellen Grafschaft Roxburghshire. Sie liegt rund vier Kilometer nördlich von Kelso.

## Geschichte
Im Einzugsgebiet von Stichill entstanden im Laufe des 19. Jahrhunderts zwei Herrenhäuser. So ließ der Politiker Alexander Don, 6. Baronet im Jahre 1818 Newton Don nach einem Entwurf des Architekten Robert Smirke erbauen. Für das nordwestlich von Stichill gelegene Stichill House lieferte hingegen James Maitland Wardrop den Entwurf. Das Gebäude wurde zwischenzeitlich abgebrochen.

## Verkehr
Die B6364 bildet die Hauptstraße von Stichill. Sie bindet die Ortschaft im Norden an die A6105 (Earlston–Berwick-upon-Tweed) und im Süden an die A6089 an. In Kelso besteht Anschluss an die A698 und A699.

## Persönlichkeiten
- John Pringle (1707–1782), Arzt und Pionier der Militärhygiene